# Album der Natuur

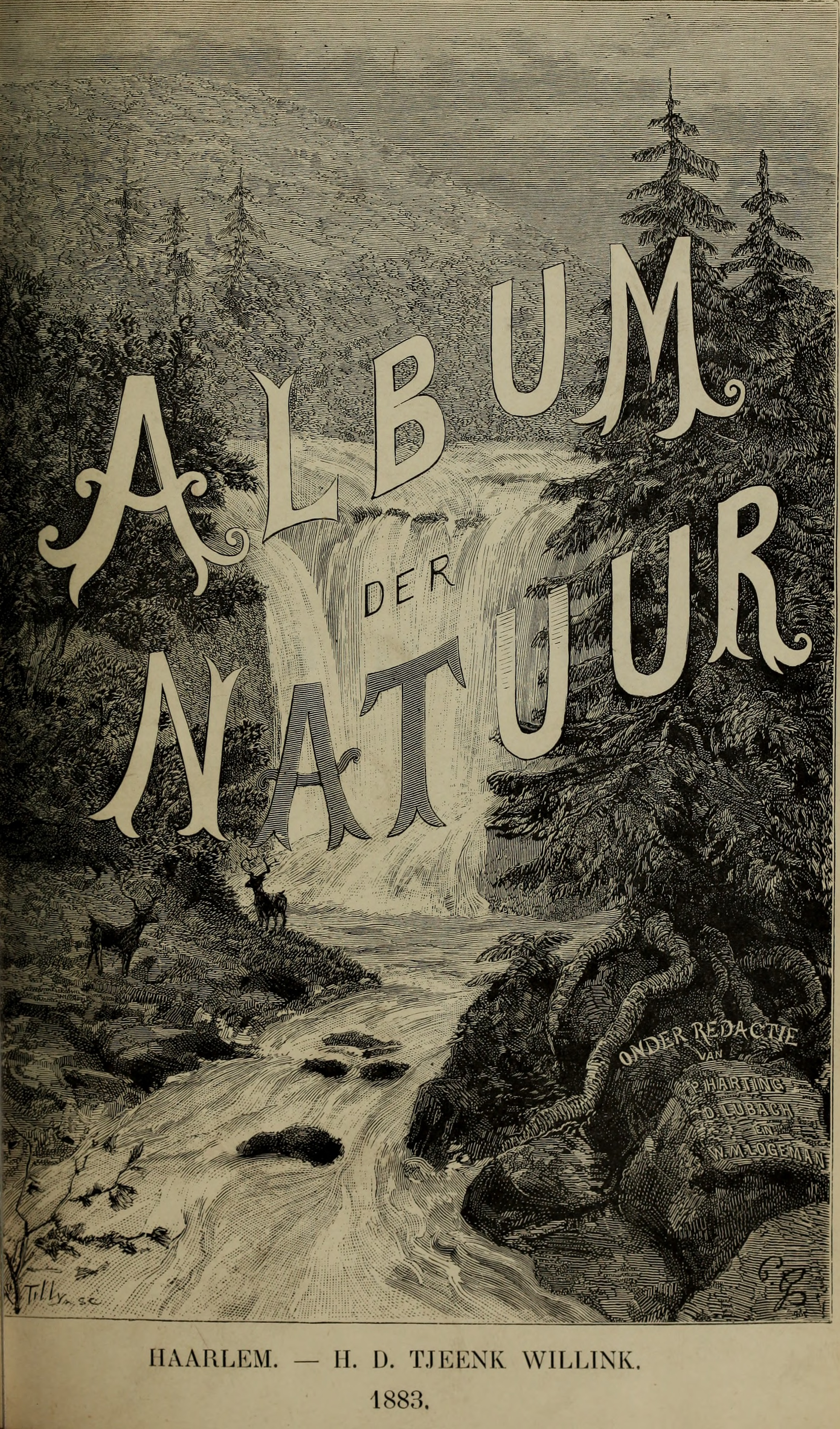
Album der Natuur, H.D. Tjeenk Willink & Zoon (1883)

Het Album der Natuur, met als onderschrift: 'Een Werk ter verspreiding van Natuurkennis onder beschaafde Lezers van allerlei Stand' was een Nederlands populairwetenschappelijk tijdschrift dat tussen 1852 en 1909 verscheen. Het tijdschrift deed verslag van de vele ontdekkingen in de tweede helft van de negentiende eeuw.
De uitgever was aanvankelijk A.C. Kruseman te Haarlem. Van 1857 tot 1870 werd het tijdschrift door de uitgeverij Erven C.M. van Bolhuis Hoitsema te Groningen uitgebracht.

## Eerste jaargang
In 1851 lanceerde de boekhandelaar en uitgever A.C. Kruseman een plan voor de "uitgave van een in populairen stijl geschreven tijdschrift over natuurwetenschappen, dat den titel zou dragen van 'Ziet om u'." Kruseman nodigde W.M. Logeman (1821-1894) en Douwe Lubach (1815-1902) uit om de redactie van het tijdschrift te vormen. Lubach benaderde op zijn beurt de hoogleraar biologie P. Harting, die ook tot de redactie toetrad, en het openingsartikel in de eerste aflevering schreef over 'De Plantengroei in de Keerkringsgewesten.'

## Abonnee-bestand
Na de oprichting van Album der Natuur in 1852 steeg het aantal abonnees in enkele jaren tot 4000. Rond 1870 was dit weer gedaald tot 2000. Ter vergelijking: het populair-wetenschappelijke Nederlandstalige tijdschrift Isis, dat van 1872 tot 1881 verscheen, had in de jaren 1870 slechts 390 abonnees.

## Waardering
In 1929 beschreef Jac. P. Thijsse hoe in de tweede helft van de negentiende eeuw de studie van en belangstelling voor  de natuur toenam, en dat het Album der Natuur daarvan een belangrijke uiting was. Voor het eerst werd een tijdschrift, zo schreef Thijsee,  "zelfs geheel aan de studie van de Natuur gewijd, nl. het Album der Natuur, dat na een eervolle loopbaan van vele jaren in 1909 heeft opgehouden te bestaan." En " Het was ook in dat Album der Natuur dat de nieuwe tijd werd ingeluid door den man, dien wij dertig jaar geleden den ouden heer Van Eeden noemden". Van Eeden introduceerde in dit blad het begrip 'monumenten der natuur' in Nederland.